# Akcja Autonomiczna
Akcja Autonomiczna (ros. Автономное действие, АД) – rewolucyjna federacja grup anarchistycznych działająca w Rosji, na Białorusi i Ukrainie. Została założona w styczniu 2002. 
W skład Akcji Autonomicznej wchodzą przedstawiciele wielu nurtów anarchizmu czy socjalizmu wolnościowego, a w szczególności anarchokomuniści, anarchosyndykaliści, autonomiści i radykalni ekolodzy.

## Organizacja

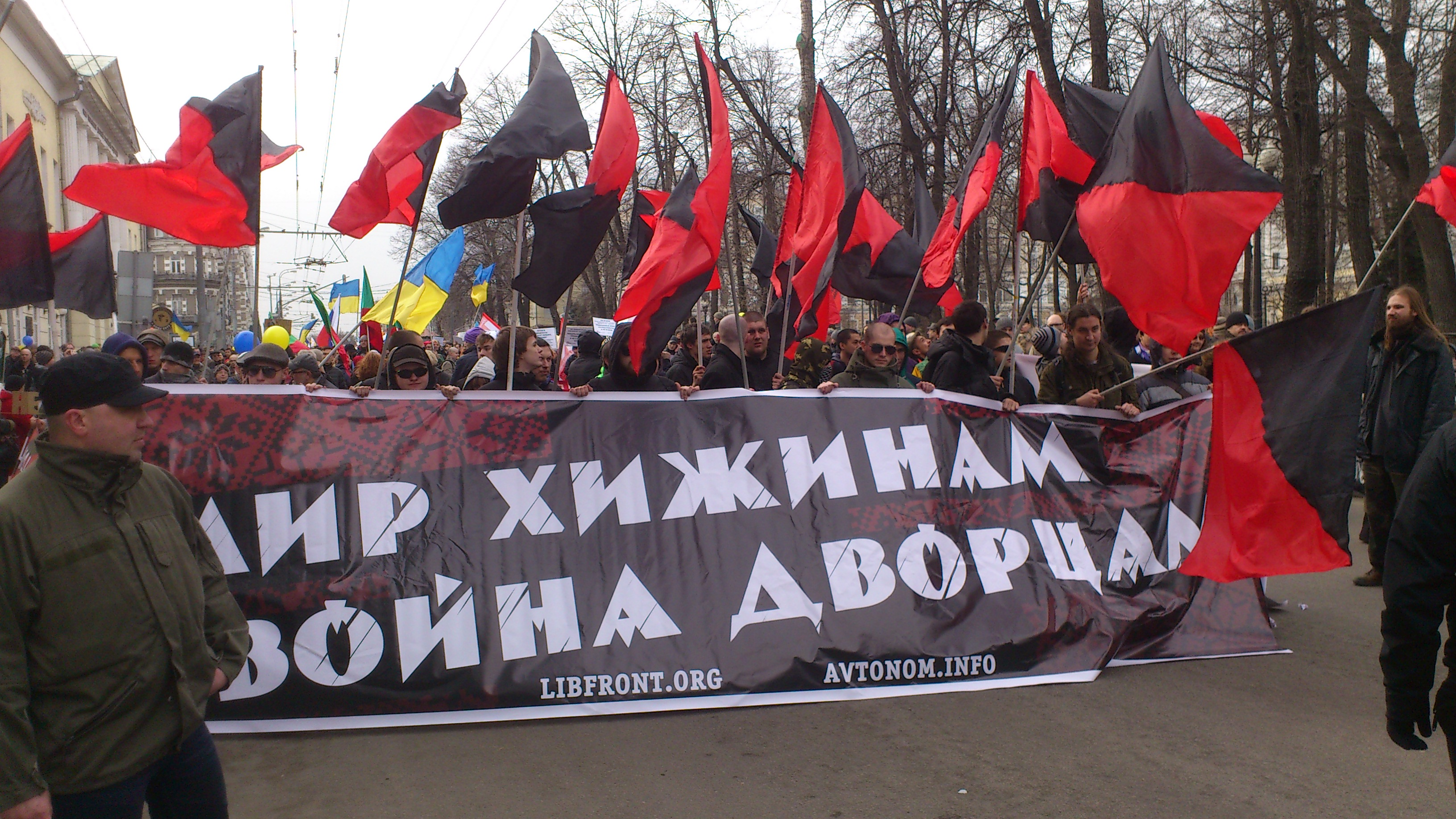
Członkowie Akcji Autonomicznej podczas marszu w Moskwie przeciwko cenzurze i aneksji Krymu (2014).

Akcja Autonomiczna zorganizowana jest jako federacja autonomicznych grup. W swoim manifeście w następujący sposób uzasadnia formę o: „[...] nasza organizacja ma strukturę federalną, która wyklucza przywództwo i hierarchię, zaprzecza nierówności uczestników, centralizmowi, sztywnemu podziałowi funkcji, które niszczą inicjatywę, niszczą naszą autonomię i tłumią osobowość. Nasze zasady ideologiczne i organizacyjne są na tyle szerokie, że nie przekształcają Akcji Autonomicznej w sektę, a na tyle specyficzne, że są w stanie koordynować działania, ogólne taktyki i cele, aby skutecznie rozwiązywać powierzone zadania”.
Aktywiści Akcji Autonomicznej nazywają siebie „autonomiami”, a swoją walkę „autonomiczną”, bo jak sami uzasadniają „działają niezależnie od biurokratów państwowych, służb mundurowych, różnych funkcjonariuszy partyjnych i innych urzędników”. Chociaż takie nazewnictwo może wskazywać na związek z ruchem korzystającym z ideologii autonomizmu, to sama organizacja zaznacza, że nie jest jego częścią, pomimo podzielania wielu poglądów.
Organizacja wydaje magazyn „Awtonom” i gazetę „Situatsiya”. W 2004 członkowie organizacji założyli projekt Antijob, którego celem jest obserwacja konfliktów pracowniczych, promowanie na ich polu swoich pomysłów i wyciąganie wniosków z przykładów walk robotniczych.

## Ideologia
Akcja Autonomiczna istnieje od stycznia 2002, kiedy to w dniach 25-27 stycznia 2002 w Niżnym Nowogrodzie odbył się I Kongres Założycielski Ruchu. Wcześniej rozwijał się jako projekt. W czasie Kongresu uchwalono manifest oraz podstawowe zasady, które jednoczą członków organizacji: 
1. antyautorytaryzm,
2. antykapitalizm,
3. antyfaszyzm i antynacjonalizm,
4. antybolszewizm,
5. samorządność,
6. antymilitaryzm,
7. ekologizm,
8. antyseksizm,
9. nowa kultura humanistyczna,
10. antyklerykalizm.

Akcja Autonomiczna oficjalnie opowiada się za socjalizmem wolnościowym, który określa też wolnościowym komunizmem. Jako centralny (i ostateczny) punkt swojej działalności utrzymuje całkowitą likwidację państwa i wszystkich jego instytucji. Zamiast „biurokratycznego państwa” proponowane jest stworzenie systemu samorządów ludowych, tj. federacji wolnych jednostek, następnie grup, społeczności, regionów i finalnie krajów. Organami koordynującymi między tymi grupami mogłyby być niezależne Rady lub inne instytucje samorządu publicznego, tworzone przez zgromadzenia ogólne od dołu na zasadach delegacji oraz z prawem natychmiastowego odwołania delegatów.
Według zwolenników Akcji Autonomicznej idee i teorie społeczne, które zostały przez nich przyjęte, nie ograniczają się wyłącznie do ram anarchizmu. Uważają oni, że współcześnie w kontekście obecnej sytuacji w kraju i na świecie konieczne jest wypracowanie jakościowo nowej strategii, odpowiadającej dzisiejszym realnym warunkom życia. W organizacji mogą działać platformiści, syndykaliści, wolnościowi marksiści, radykalni ekolodzy, komunitaryści, przedstawiciele nowej lewicy itd. Jak sami opisują: „Nasza platforma jest wystarczająco szeroka, aby wspólnie budować zjednoczony front oporu wobec władzy i kapitału”.

## Podział
W sierpniu 2013 rna XII Kongresie Akcji Autonomicznej doszło do wewnątrzorganizacyjnego konfliktu, który przerodził się w rozłam.  Przez kilka miesięcy w Rosji działały dwie organizacje noszące nazwę „Akcja Autonomiczna” i zajmujące podobne stanowiska wolnościowokomunistyczne. Jednak 27 października 2013 Oderwana część uczestników przyjęła nazwę Akcja Autonomiczna (Socjal-Rewolucyjna) (ADSR), później organizacja ta została przemianowana na „Ludową Samoobronę”.